# Anna Karolina Orzelska
Anna Karolina Orzelska (23 novembre 1707 – 27 septembre 1769) est une aventurière et szlachcianka (noble) polonaise, fille illégitime d'Auguste II le Fort, électeur de Saxe et roi de Pologne, et de Henriette Rénard.

## Biographie
Le Roi-Électeur Auguste II le Fort rencontre Henriette Rénard à Varsovie en 1706, où son père André Rénard, un marchand de vin à Lyon, a un salon de coiffure. La plupart des historiens s'accordent à dire qu'au premier abord, Henriette ne connait pas la véritable identité de son amant. En novembre 1707, une fille nait de la liaison, Anna Karolina. Auguste n'apprend son existence qu'un an et demi plus tard. Henriette épouse l'homme d'affaires Paris François Drian peu de temps après la naissance d'Anna Karolina et déménage en France, où elle grandit.

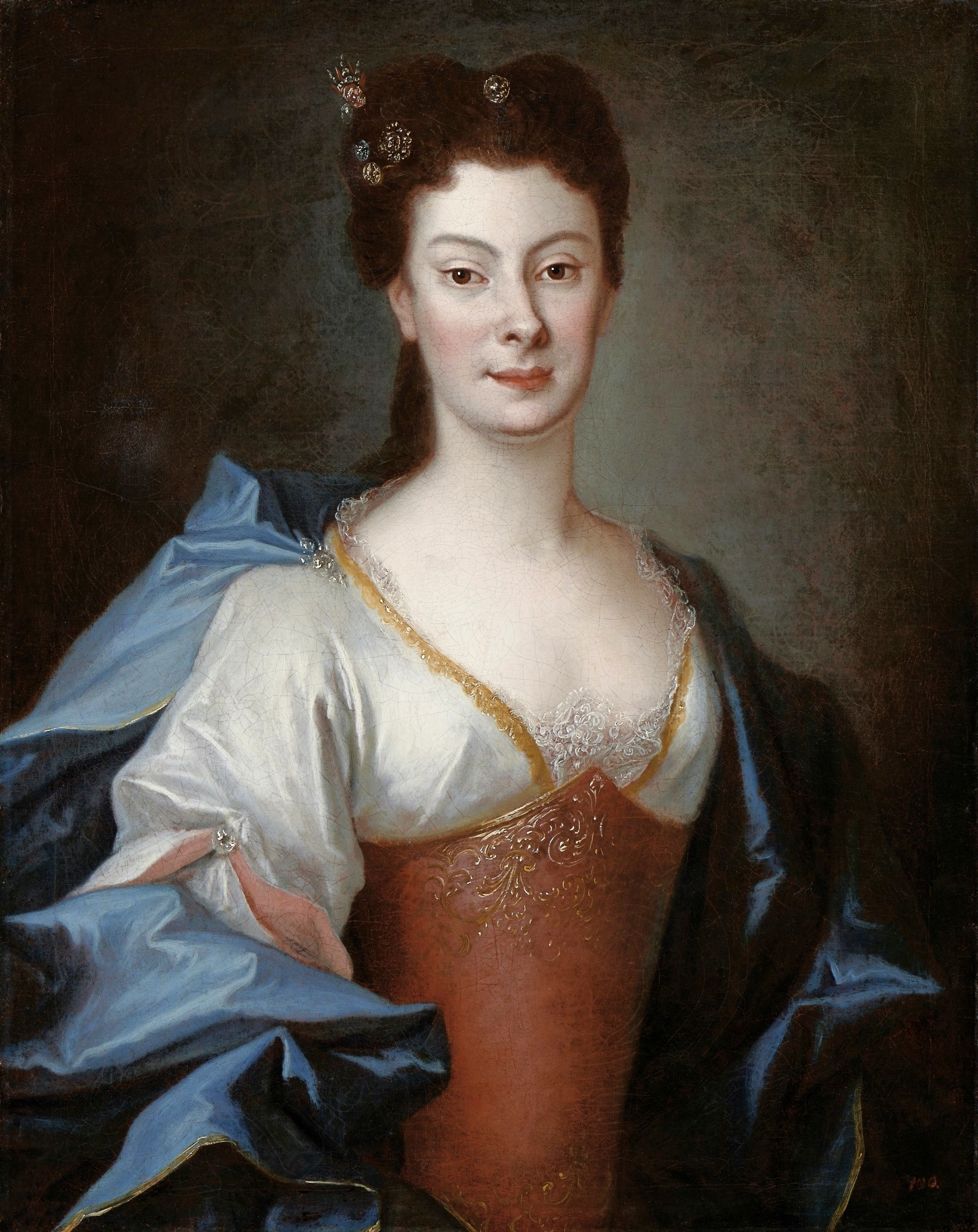
Anna Orzelska par Louis de Silvestre, 1724.

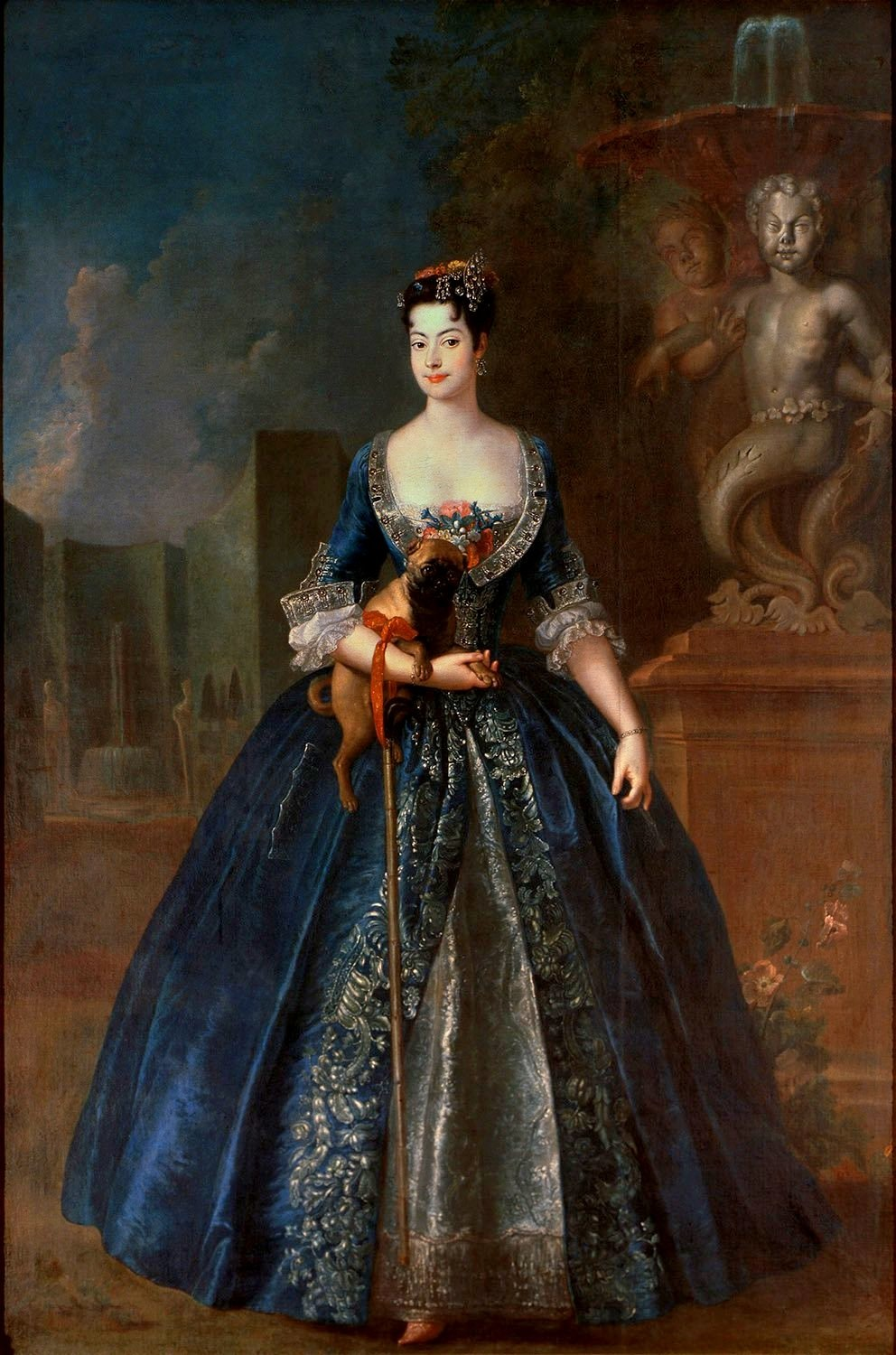
Anna Orzelska dans les jardins du Palais Bleu à Varsovie, par Antoine Pesne, ca. 1728.

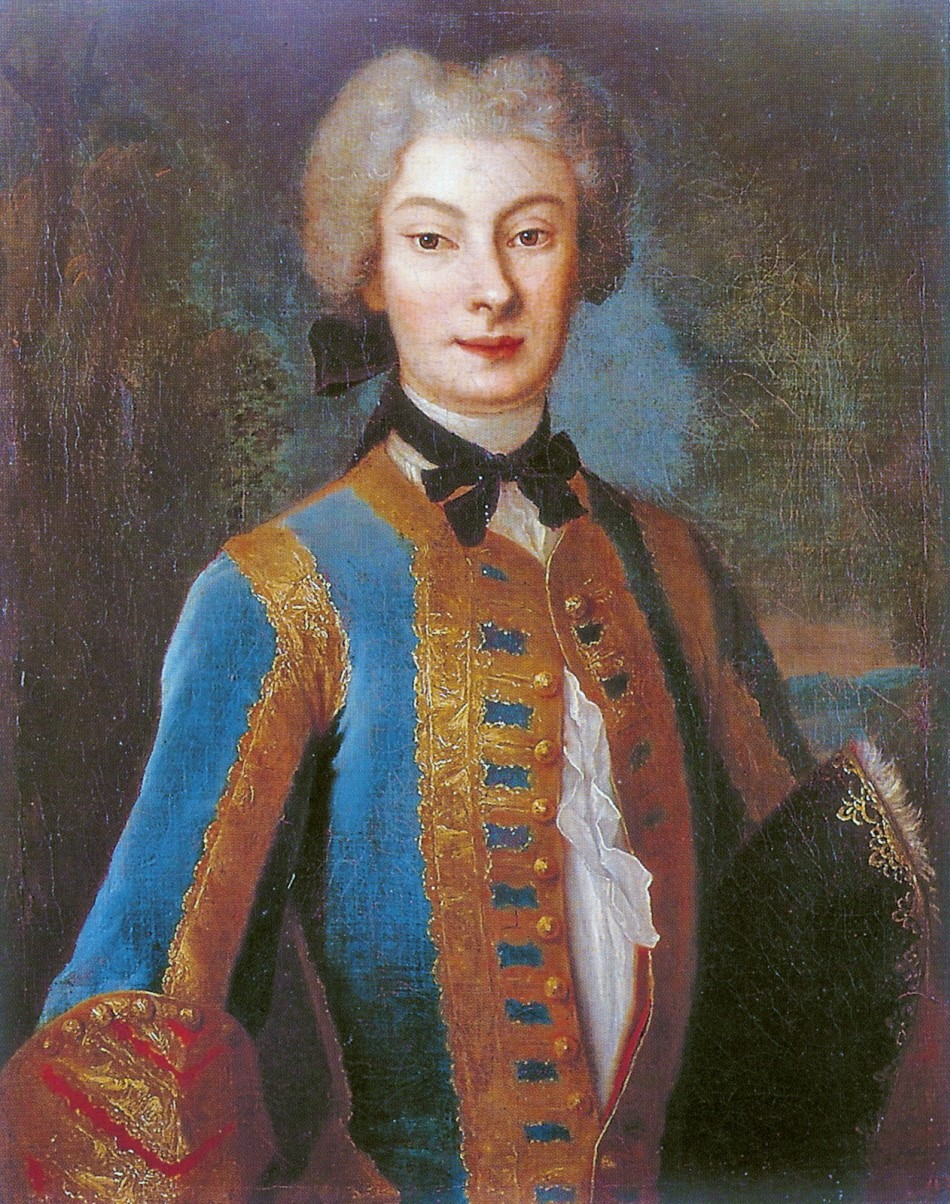
Anna Orzelska dans la circonscription habitude par Louis de Silvestre, 1730.

Pendant un long moment, la jeune fille vit à Paris avec sa mère dans une complète obscurité, sans le soutien de son père. Toutefois, en 1723, son demi-frère, le comte Friedrich August Rutowski, la retrouve. Anna Karolina le suit à son retour à la cour de Dresde, où âgée de seize ans, elle est présentée au roi. Le 19 septembre 1724, Auguste le Fort reconnait officiellement Anna Karolina comme sa fille et lui donne le titre de comtesse Orzelska (polonais: Hrabina Orzelska, allemand: Gräfin Orzelska).
La première fois qu'elle apparaît dans un document est le 21 novembre 1726, quand le roi lui donne le Palais Bleu, qui devient la résidence officielle d'Anna Karolina.
Elle devient l'un des enfants les plus aimés d'Auguste, non seulement en raison de son exceptionnelle beauté, mais aussi à cause de son incroyable et extraordinaire ressemblance avec son père. Sans formation intellectuelle, elle prouve néanmoins être excellente dans la vie de la cour.
La cour d'Auguste le Fort a la plus scandaleuse de la réputation en Europe et encourage la comtesse à des comportements considérés comme scandaleux pour l'époque. Elle a tendance à boire, fumer du tabac, et a de nombreuses liaisons. Anna excelle dans l'équitation, la chasse et la danse. La comtesse apparaît souvent dans des vêtements pour hommes et même en uniforme militaire.
En 1728, alors que le roi Frédéric-Guillaume Ier de Prusse est en visite à Dresde, la comtesse Orzelska rencontre son fils, le prince Karl-Frédéric (le futur Frédéric II le Grand). Elle devient la première (et probablement la seule) maîtresse de Frédéric. Au début de 1729, Orzelska arrive secrètement à Berlin afin de passer du temps avec lui. Il lui consacre des versets et des œuvres musicales de sa propre composition. Certains croient que Orzelska, au cours de sa liaison avec Frederic, a tenté de recueillir des renseignements sur lui et la Prusse.
En 1730, la comtesse obtient de son père 300 000 thalers comme dot et se marie avec Charles-Louis de Schleswig-Holstein-Sonderbourg-Beck, frère cadet du duc régnant Frédéric-Guillaume II - dans la ville de Dresde, le 10 août de cette année. Ils ont un fils, Karl-Frédéric (né à Dresde, 5 janvier 1732 - mort à Strasbourg, 21 février 1772), futur général-major de l'Armée saxonne. Son mari devient duc après leur divorce.
Toutefois, après trois ans de mariage malheureux (1733), Orzelska demande le divorce. À partir de ce moment, le couple commence à vivre séparément: Karl Ludwig à Königsberg et Anna Karolina à Venise.
En 1739-1740 la peintre vénitienne Rosalba Carriera réalise son portrait au pastel. Il est conservé à la Gemäldegalerie Alte Meister de Dresde.
Encline à l'aventure, la comtesse participe, jusqu'aux derniers jours de sa vie, à une variété d'activités qui sont considérées comme scandaleuses. Elle est décédée dans la ville française de Grenoble à 61 ans, et est enterrée dans l'église de Saint-Louis, dans la chapelle de Saint-Jean-Baptiste.